# Scilla
Scilla – miejscowość i gmina we Włoszech, w regionie Kalabria, w prowincji Reggio Calabria.
Według danych na rok 2004 gminę zamieszkiwały 5163 osoby, 120,1 os./km².

## Bibliografia

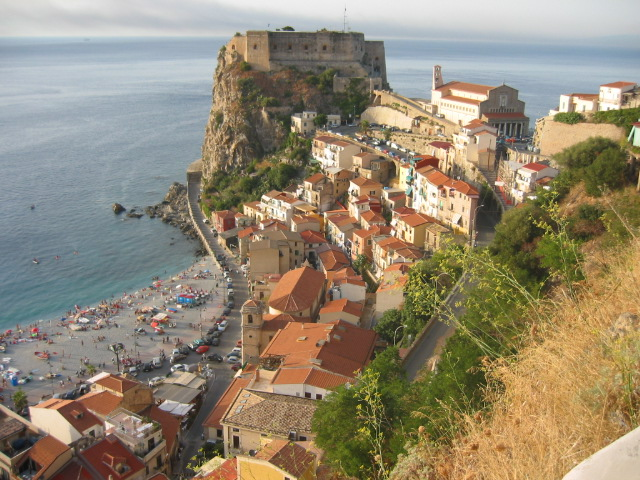
Castello Ruffo za dnia

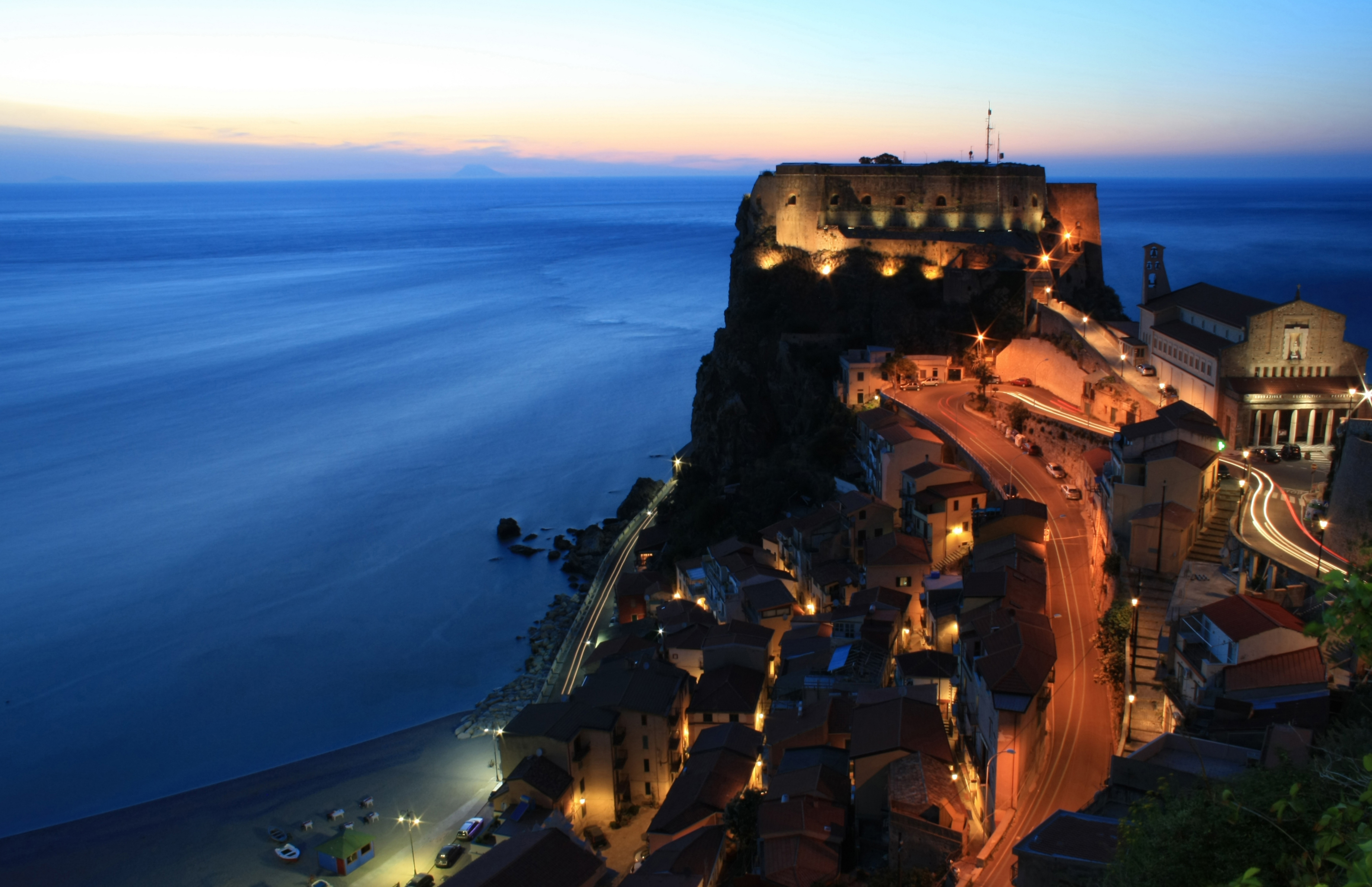
Castello Ruffo nocą